# کاتاژینا تلائوکا
کاتاژینا تلائوکا (لهستانی: Katarzyna Tlałka؛ زادهٔ ۲۴ سپتامبر ۱۹۷۰) بازیگر و صداپیشه اهل لهستان است.
از فیلم‌هایی که وی در آن‌ها نقش داشته‌است، می‌توان به طایفه، کارآگاهان جنایی، مایکا، پیمان ورشو، یولیا و کمیسر آلکس اشاره نمود.